# Руперт Ґрінт
Руперт Александр Ллойд Ґрінт (англ. Rupert Grint, *24 серпня 1988, Гартфордшир, Велика Британія) — британський актор. Відомий як виконавець ролі Рона Візлі у фільмах за мотивами серії романів англійської письменниці Джоан Роулінг.

## Кар'єра

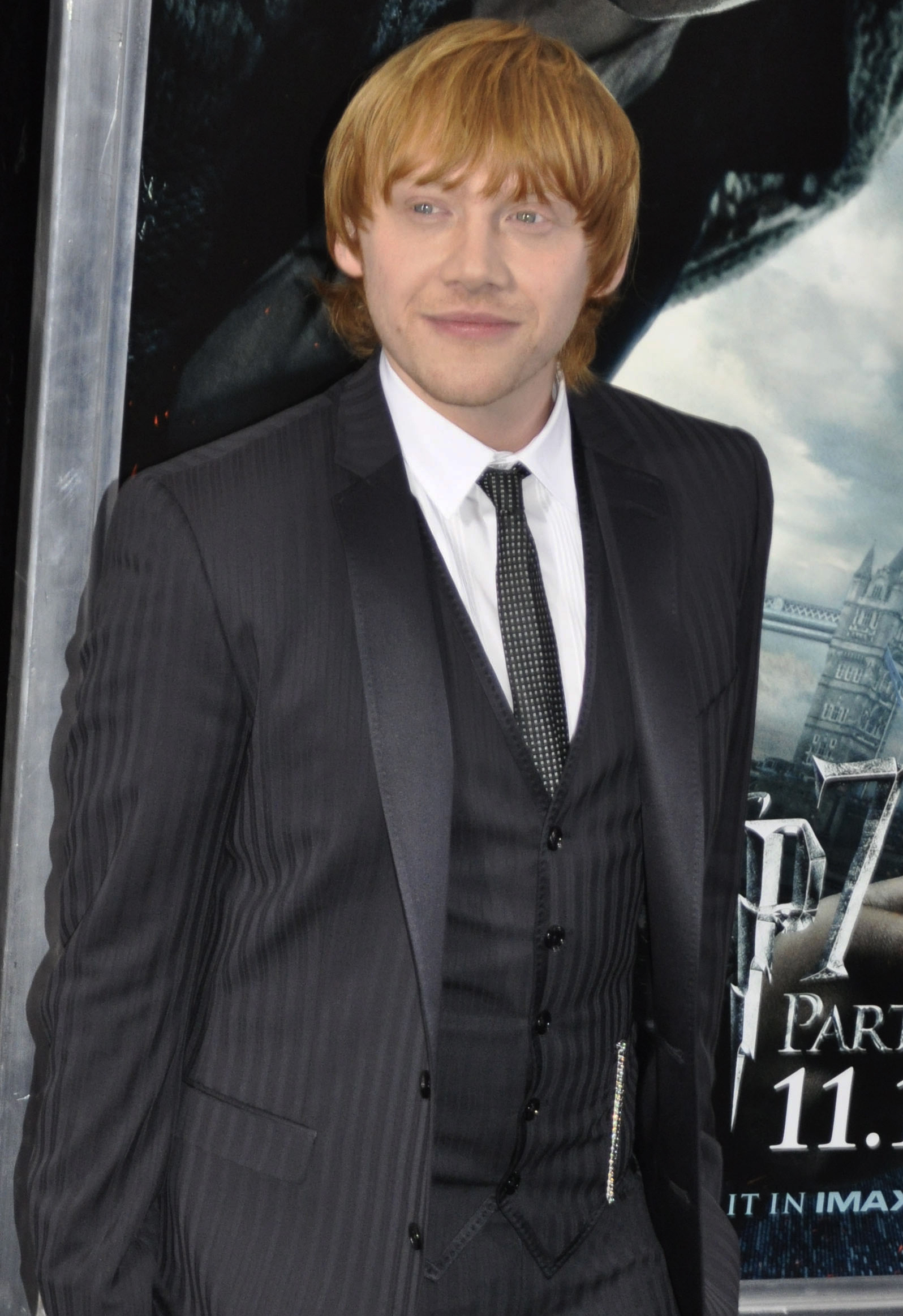
Грінт на прем'єрі Гаррі Поттер і смертельні реліквії: частина 1 в листопаді 2010 року

У кінці травня 2000 року, кіностудія «Warner Brothers» оголосила про відкриття кастингу на три головні ролі в екранізації роману Дж. К. Роулінг «Гаррі Поттер і філософський камінь». Як кандидати на головні ролі розглядалися лише британські діти у віковій категорії від 9 до 11 років. Спочатку претендентам пропонували прочитати вголос запропоновану їм сторінку з книги, потім зімпровізувати сцену прибуття учнів до Гоґвортсу, і у третій стадії діти просто читали вголос декілька сторінок зі сценарію.
Руперт Ґрінт був великим фанатом книжок про Гаррі Поттера і вважав, що він — викапаний Рон. Він, так само як і кіногерой, полюбляв солодощі, боявся павуків, у нього була велика сім'я і на довершення до всього хлопчик мав руде волосся. Дізнавшись про кастинг, одинадцятирічний Руперт Ґрінт поставив собі за мету будь-що отримати цю роль. Для цього він прийняв образ своєї театральної викладачки і вигадав пісеньку у стилі реп, в якій Руперт пояснив, чому хоче стати Роном. І він отримав роль. 
У листопаді 2001 року відбулася прем'єра дитячого фантастичного фільму «Гаррі Поттер і філософський камінь» і дебютний вихід Руперта Ґрінта на великі екрани в ролі Рона Візлі, що принесло юному акторові світову популярність. Спочатку головним претендентом на місце режисера фільму був Стівен Спілберг, який після кількох місяців перемовин відмовився, і картину зняв режисер Кріс Коламбус.
Після приголомшливого тріумфу фантастичного серіалу «Гаррі Поттер» кар'єра Руперта Ґрінта не потребувала особливої реклами. Режисери ставали в чергу за виконавцями поттеріани. І роль Рона Візлі для Руперта Ґрінта не стала першою і останньою. Того ж 2002 року на екрани вийшов фільм «Грім у штанях».
2006 року Руперт Ґрінт знявся у драмі режисера Джеремі Брока «Уроки водіння», де блискуче зобразив стосунки хлопчика з благочестивої сім'ї Бена Маршалла зі старшої за себе ексцентричною актрисою, яка обманом змусила його героя поїхати з нею на пікнік. Цього разу актор знявся разом із чарівними Джулією Волтерс і Лорою Лінні.
Помітною в кінобіографії Руперта Ґрінта стала і роль у гучному фільмі 2009 року режисерів Лізи Барросс Д'Са і Глена Лейберна «Вишнева бомба», що оповідає про любовний трикутник між двома хорошими друзями і дівчиною, що приїхала до їхнього міста. У фільмі творці на диво яскраво показали крадіжки у крамницях, розпивання спиртних напоїв, вживання наркотиків і крадіжки автомобілів, що сильно обурило і критиків, і глядачів.
Роль у картині «Вишнева бомба» стала для Руперта Ґрінта другою, де він зіграв інтимну сцену перед камерою. Уперше такий еротичний досвід він отримав на зйомках фільму «Уроки водіння». Він уже не був схожий на того маленького Рона.
Крім того, на зйомках пригодницького серіалу про Гаррі Поттера в актора залишалося багато вільного часу і, щоб розважити себе, Ґрінт почав збирати модель літака зі справжнісіньким двигуном. У цьому нелегкому занятті йому допомагали брати по фільму — близнюки Фелпсі. До того ж це талановите тріо зняло власний фільм про пригоди «Лего-чоловічка». Хлопці мали камеру і вирішили зняти невеликий ролик. Руперт Ґрінт вивчав анімацію на уроках мистецтва, тому молоді актори робили успіхи, і всім було весело. Руперт Ґрінт окрім участі у зйомках фільмів, активно працював на радіо і телебаченні, також озвучував мультфільми й документальні стрічки.
У 2019 – 2023 роках  Ґрінт грав одну з головних ролей у серіалі Дім з прислугою що транслювався на Apple TV+.

## Особисте життя
Є вболівальником клубу "Тоттенгем Готспур". Ґрінт у відносинах з англійською акторкою Джорджією Грум з 2011 року. У 2020 році у них народилася дочка.

## Фільмографія

### Кінофільми
| Рік  |    | Українська назва                     | Оригінальна назва                            | Роль            |
| ---- | -- | ------------------------------------ | -------------------------------------------- | --------------- |
| 2001 | ф  | Гаррі Поттер і філософський камінь   | Harry Potter and the Philosopher's Stone     | Рональд Візлі   |
| 2002 | ф  | Гаррі Поттер и Таємна кімната        | Harry Potter and the Chamber of Secrets      | Рональд Візлі   |
| 2002 | ф  | Грім в штанах                        | Thunderpants                                 | Алан A. Аллен   |
| 2004 | ф  | Гаррі Поттер і в'язень Азкабану      | Harry Potter and the Prisoner of Azkaban     | Рональд Візлі   |
| 2005 | ф  | Гаррі Поттер і келих вогню           | Harry Potter and Goblet of Fire              | Рональд Візлі   |
| 2006 | ф  | Уроки водіння                        | Driving lessons                              | Бен             |
| 2007 | ф  | Гаррі Поттер та Орден Фенікса        | Harry Potter and Orden of phoenix            | Рональд Візлі   |
| 2009 | ф  | Гаррі Поттер і Напівкровний Принц    | Harry Potter and the Half-Blood Prince       | Рональд Візлі   |
| 2010 | ф  | Вишнева бомба                        | Cherrybomb                                   | Мелахі МакКінні |
| 2010 | ф  | Дика штучка                          | Wild Target                                  | Тоні            |
| 2010 | ф  | Гаррі Поттер і Смертельні реліквії 1 | Harry Potter and the Deathly Hallows: Part 1 | Рональд Візлі   |
| 2011 | ф  | Гаррі Поттер і Смертельні реліквії 2 | Harry Potter and the Deathly Hallows: Part 2 | Рональд Візлі   |
| 2012 | ф  | У сніжному полоні                    | Into the White                               | Роберт Сміт     |
| 2013 | ф  | Небезпечна ілюзія                    | The Necessary Death of Charlie Countryman    | Карл            |
| 2013 | ф  |                                      | CBGB                                         | Cheetah Chrome  |
| 2013 | мф |                                      | The Unbeatables                              | Амадео (голос)  |
| 2014 | мф |                                      | Postman Pat: The Movie                       | Джош (голос)    |
| 2015 | ф  | Місячна афера                        | Moonwalkers                                  | Джонні          |
| 2023 | ф  | Стукіт у двері                       | Knock at the Cabin                           | Редмонд         |

### Телебачення
| Рік       |     | Українська назва                    | Оригінальна назва                                 | Роль                                           |
| --------- | --- | ----------------------------------- | ------------------------------------------------- | ---------------------------------------------- |
| 2012      | мс  | Американський тато!                 | American Dad!                                     | Ліам (епізод "Killer Vacation")                |
| 2017      | с   |                                     | Urban Myths                                       | Август Кубічек (епізод "Adolf the Artist")     |
| 2017—2018 | с   | Великий куш                         | Snatch                                            | Чарлі Кавендіш-Скотт (головна роль)            |
| 2018      | с   | Убивства за абеткою                 | The ABC Murders                                   | Інспектор Кром (3 епізоди)                     |
| 2019—2023 | с   | Дім з прислугою                     | Servant                                           | Джуліан Пірс (головна роль)                    |
| 2022      | док | Повернення до Гоґвортсу             | Harry Potter 20th Anniversary: Return to Hogwarts | у ролі самого себе                             |
| 2022      | с   | Кабінет курйозів Ґільєрмо дель Торо | Guillermo del Toro's Cabinet of Curiosities       | Волтер Гілман (епізод "Сни у відьминому домі") |

### Відеоігри
| Рік  | Назва гри                                     | Персонаж      |
| ---- | --------------------------------------------- | ------------- |
| 2007 | Гаррі Поттер і Орден Фенікса                  | Рональд Візлі |
| 2009 | Гаррі Поттер і Напівкровний Принц             | Рональд Візлі |
| 2010 | Гаррі Поттер і Смертельні реліквії: Частина 1 | Рональд Візлі |
| 2011 | Гаррі Поттер і Смертельні реліквії: Частина 2 | Рональд Візлі |